# 코랑탱
코랑탱(프랑스어: Corentin)은 켈트어로 열대저기압을 뜻하는 korvenntenn에서 유래한 프랑스의 남성형 이름으로, 여성형 이름은 Corentine이다.
캥페르는 한때 캥페르 출신의 성인인 캥페르의 코랑탱에서 유래하여 캥페르-코랑탱(Quimper-Corentin)이라는 이름으로 불리기도 했다.
- 코랑탱 톨리소: 프랑스의 축구 선수
- 코랑탱 카리우: 프랑스의 노동운동가이자 공산주의 정치가